# Tim Kring
Richard Timothy Kring (El Dorado megye, Kalifornia, 1957. július 9. –)  amerikai forgatókönyvíró és producer.

## Élete és pályafutása
Olyan amerikai televízió sorozatokat alkotott meg, mint a Hősök vagy a Bostoni halottkémek. Számos egyéb filmnek és tévéműsornak a producere volt.
Egy korai munkája volt a Misfits of Science (1985–1986) egy epizódjának megírása. Érdekesség, hogy a sorozat a Hősökhöz hasonlóan különleges képességű embereket állított a középpontba.

## Filmográfia

### Film
| Év   | Cím                                    | Feladatkör | Feladatkör | Megjegyzések           |
| Év   | Cím                                    | Író        | Producer   | Megjegyzések           |
| ---- | -------------------------------------- | ---------- | ---------- | ---------------------- |
| 1987 | Az ifjú farkasember 2. (Teen Wolf Too) | Igen       | Nem        | R. Timothy Kring néven |
| 1998 | Sublet                                 | Igen       | Nem        |                        |
| 2018 | In the Cloud                           | Nem        | Igen       |                        |

### Televízió
| Év        | Magyar cím          | Eredeti cím                 | Feladatkör | Feladatkör | Feladatkör          | Adó         | Megjegyzések                    |
| Év        | Magyar cím          | Eredeti cím                 | Alkotó     | Író        | Producer            | Adó         | Megjegyzések                    |
| --------- | ------------------- | --------------------------- | ---------- | ---------- | ------------------- | ----------- | ------------------------------- |
| 1985      |                     | Misfits of Science          | Nem        | 1 epizód   | Nem                 | NBC         | R. Timothy Kring néven          |
| 1986      | Knight Rider        | Knight Rider                | Nem        | 1 epizód   | Nem                 | NBC         | R. Timothy Kring néven          |
| 1987      |                     | Bay Coven                   | N/A        | Igen       | Nem                 | NBC         | tévéfilm R. Timothy Kring néven |
| 1994      |                     | Without Consent             | N/A        | Igen       | Nem                 | ABC         | tévéfilm                        |
| 1995      |                     | Falling for You             | N/A        | Igen       | Nem                 | CBS         | tévéfilm                        |
| 1996–1997 | Chicago Hope kórház | Chicago Hope                | Nem        | 6 epizód   | Igen                | CBS         |                                 |
| 1999      | Doktorok            | L.A. Doctors                | Nem        | 1 epizód   | Vezető társproducer | CBS         |                                 |
| 1999–2001 |                     | Providence                  | Nem        | 5 epizód   | Vezető társproducer | NBC         |                                 |
| 1999–2002 |                     | Strange World               | Igen       | 1 epizód   | Nem                 | ABC         |                                 |
| 2001–2007 | Bostoni halottkémek | Crossing Jordan             | Igen       | 22 epizód  | Vezető              | NBC         |                                 |
| 2006–2010 | Hősök               | Heroes                      | Igen       | 16 epizód  | Vezető              | NBC         |                                 |
| 2012–2013 | Érintés             | Touch                       | Igen       | 6 epizód   | Vezető              | Fox         |                                 |
| 2012      |                     | Daybreak                    | Igen       | Nem        | Vezető              |             | websorozat                      |
| 2015      | Az ősi prófécia     | Dig                         | Igen       | 5 epizód   | Vezető              | USA Network | minisorozat                     |
| 2015      |                     | Heroes Reborn: Dark Matters | Nem        | Nem        | Vezető              |             | websorozat                      |
| 2015–2016 | Hősök: Újjászületés | Heroes Reborn               | Igen       | 2 epizód   | Vezető              | NBC         | minisorozat                     |
| 2016      |                     | The Wilding                 | Nem        | Nem        | Vezető              | USA Network | eladatlan próbaepizód           |
| 2017–2018 | Túloldal            | Beyond                      | Nem        | Nem        | Vezető              | Freeform    |                                 |
| 2019      |                     | Treadstone                  | Igen       | 2 epizód   | Vezető              | USA Network |                                 |